# Candelabrum austrogeorgiae
Candelabrum austrogeorgiae är en nässeldjursart som först beskrevs av Jäderholm 1904.  Candelabrum austrogeorgiae ingår i släktet Candelabrum och familjen Candelabridae. Inga underarter finns listade i Catalogue of Life.